# Hattusili I
Hattusili I, Hattusilis I, znany jako Hattusili I z Kussary (właściwie Labarna lub Tabarnas) – król hetycki w okresie 1650–1620 p.n.e. Podczas swojego panowania podbił Anatolię i północną Syrię. Przeniósł stolicę z Nesy do Hattusy i najprawdopodobniej wtedy przyjął imię Hattusili.
Jego następcą był Mursili I.